# Martini
|  | No s'ha de confondre amb Martini (còctel). |

Martini és un tipus de vermut italià de l'empresa Martini & Rossi, amb seu a Torí, dedicada a les begudes de glop llarg. Va ser fundada el 1879 per Alessandro Martini, Luigi Rossi i Teofilo Sola, precursors, també, d'aquest tipus de begudes.
El Martini es realitza amb ingredients naturals com són: vi, herbes aromàtiques, una mica de sucre i alcohol. Itàlia es caracteritza per la producció de licors amargs. Aquesta marca és la que més s'ha popularitzat en altres països.
És possible que la marca hagi donat el nom al còctel de ginebra i vermut de martini nord-americà (una recepta primerenca de la qual es coneix des de 1888), encara que existeixen altres especulacions sobre l'etimologia del còctel.

## Tipus
- Martini Bianco
- Martini Rosso
- Martini Dry
- Martini Rosato
- Martini d'Oro